# Europäische Charta der Zisterzienserabteien und -stätten
Die Europäische Charta der Zisterzienserabteien und -stätten ist seit 1993 ein mehrsprachiger Verein der Besitzer und/oder Betreiber öffentlich zugänglicher zisterziensischer Abteien oder Klosterstätten zur Pflege der zisterziensischen Kultur und Geschichte.

## Verein

### Auftrag
Die 1988 im Kloster Pontigny entstandene und 1993 offiziell gegründete Gesellschaft Europäische Charta der Zisterzienserabteien und -stätten (französisch: Charte Européenne des Abbayes et Sites Cisterciens, englisch: European Charter of the Cistercian Abbeys and Sites) ist ein europäisches Netzwerk von Abteien und Klosterstätten zur Förderung des zisterziensischen Klostertourismus. Die Gesellschaft sorgt dafür, das zisterziensische Kulturerbe zu erhalten und bekannt zu machen. Erklärtes Ziel ist die Bewahrung, Inwertsetzung und Weitergabe zisterziensischer Kulturgüter unter Beachtung des jeweiligen Genius loci. Die Gesellschaft wirkt in den Bereichen Pädagogik (Information des touristischen Publikums, Ausbildung von Führern) und Historische und archäologische Forschung, sowie im Erfahrungs- und Wissensaustausch.

### Mitglieder
Im Jahr 2016 hatte die Charta 202 Mitglieder aus elf europäischen Ländern, überwiegend Klosterorte ohne heutige monastische Besiedelung. Mehr als die Hälfte der Mitglieder sind französisch. Folgende deutsche Stätten sind derzeit Mitglied: Altenberg, Altzella, Anrode, Arnsburg, Bredelar, Bronnbach (besiedelt), Buch, Disibodenberg, Doberan, Eberbach, Ebrach, Frauental, Haina, Hardehausen, Heiligkreuztal, Heisterbach, Herrenalb, Himmerod (besiedelt), Ihlow, Kamp, Marienstatt (besiedelt), Marienthal, Neukloster, Schulpforta/Pforte, Waldsassen (besiedelt).

### Aktivitäten
Seit 1988 treffen sich die Mitglieder zu einer jährlichen Vollversammlung an einem der Klosterorte (2016 in Bronnbach, erstmals in Deutschland). Der Verein unterhält eine Homepage und gibt unter dem Titel Bulletin de la Charte ein Mitteilungsblatt heraus, dessen 64. Nummer im Juni 2016 erschien. 2012 veröffentlichte er zu den damaligen Mitgliederstätten einen Bild- und Textband, mit einem Vorwort durch den Mitgründer Jean-François Leroux-Dhuys (* 1934) und einem Grußwort des damaligen Präsidenten des Europäischen Rates, Herman Van Rompuy.